# Christoph Blocher

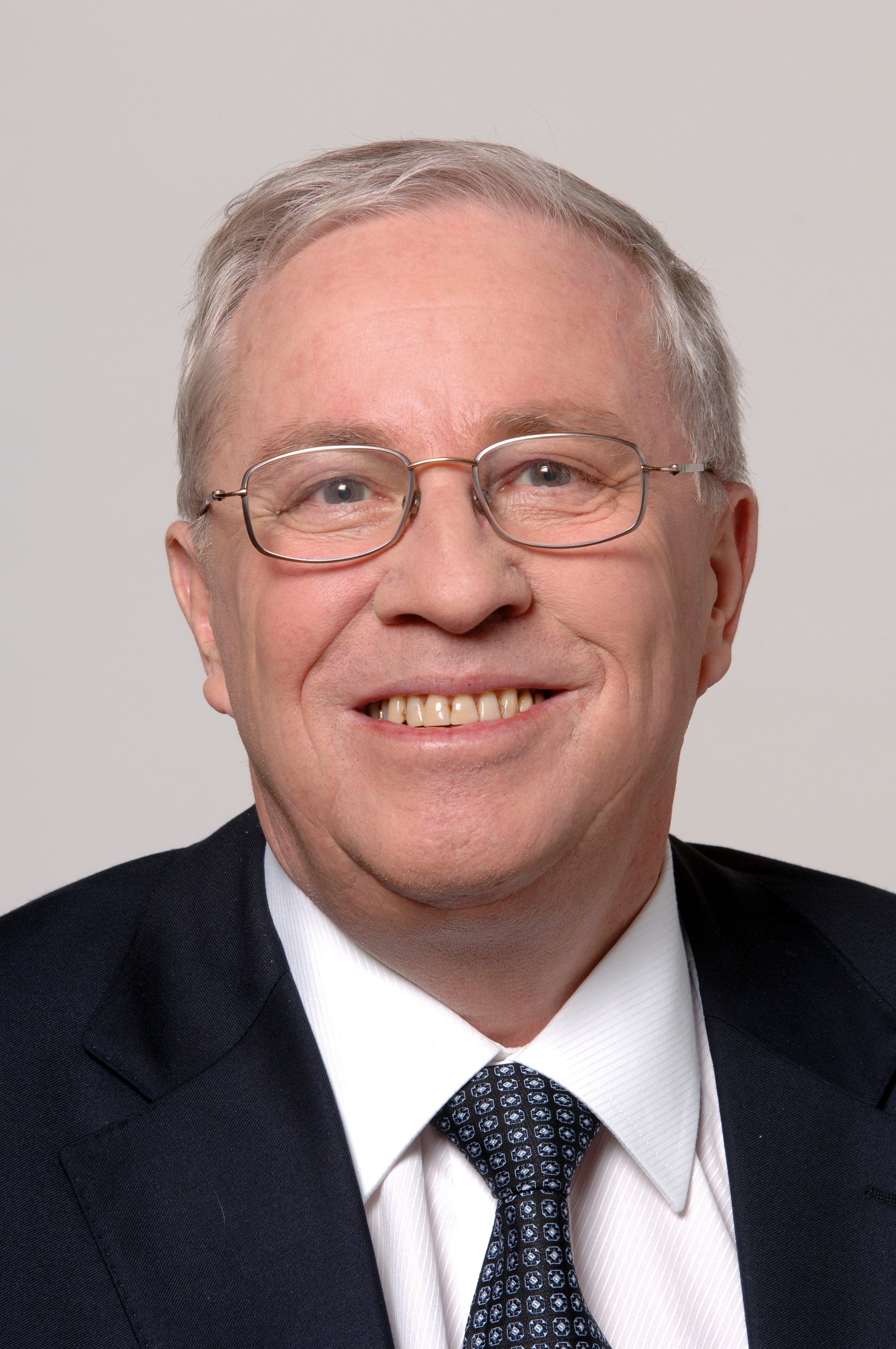
Christoph Blocher (2007)

Christoph Wolfram Blocher (* 11. Oktober 1940 in Schaffhausen; heimatberechtigt in Meilen, Zürich und Schattenhalb) ist ein Schweizer Unternehmer, Financier und Politiker (SVP).

## Familie
Christoph Blocher wuchs als siebtes von elf Kindern der Pfarrfamilie Wolfram (* 1897; † 1972) und Ida Blocher-Baur (* 1908; † 1994) in Laufen ZH auf. 1967 heiratete er die damals als Primarlehrerin tätige Silvia Kaiser (* 1945). Christoph und Silvia Blocher wohnen in Herrliberg sowie auf Schloss Rhäzüns und haben drei Töchter – Magdalena, Miriam und Rahel – und einen Sohn, Markus. Mit einem geschätzten Vermögen von 15–16 Milliarden Schweizer Franken gehört die Familie Blocher nach wie vor zu den 300 Reichsten in der Schweiz und Liechtenstein und nahm 2020 den 5. Platz ein. Somit ist die Familie Blocher die reichste Familie im Kanton Zürich (Stand 2020).
Blochers Ururgrossvater Johann Georg Blocher (1811–1899) war als Armenlehrer aus dem grenznahen Ort Beuggen in Baden eingewandert und 1861 im Kanton Bern eingebürgert worden. Ein Grossonkel, Eugen Blocher, war ebenfalls in der Politik aktiv; er gehörte der Basler SP an. Blochers Vater und zwei seiner Geschwister waren in der Seelsorge tätig. Der Vater war von 1933 bis 1959 Dorfpfarrer in Laufen ZH und wurde dann abgewählt. Sein Grossvater war der evangelische Geistliche Eduard Blocher.
Blochers Bruder Gerhard Blocher (1934–2016) amtierte bis zur Pensionierung als Pfarrer in Hallau (Kanton Schaffhausen). Mit seinen harschen Äusserungen (u. a. im Schweizer Fernsehen) zu den politischen Gegnern seines Bruders sorgte er wiederholt für Aufsehen. Sein Bruder Andreas Blocher war Historiker und Gymnasiallehrer; er hat einen Essay über seinen Bruder Christoph veröffentlicht. Blochers älteste Schwester Judith Giovannelli-Blocher war Sozialarbeiterin und Buchautorin und lebte bis zu ihrem Tod in Biel. In ihrem autobiographischen Roman Das gefrorene Meer beschrieb sie die gemeinsame Kindheit im Pfarrhaus von Laufen ZH. Seine Schwester Sophie Blocher war Krankenschwester, Hebamme, Schulleiterin, Mitglied und später Präsidentin der Basler Mission sowie Pfarrerin in Muttenz; ausserdem baute sie ein Heim für Obdachlose auf und pflegte ihre Mutter in deren letzten Lebensjahren. Seine jüngste Schwester Brigitte Blocher verunfallte im April 2020 beim Wandern tödlich.

## Ausbildung und Beruf
Nach dem Besuch der Primar- und Sekundarschule in Uhwiesen absolvierte Christoph Blocher von 1956 bis 1958 eine landwirtschaftliche Lehre in Ossingen, die er mit der Abschlussprüfung am Strickhof Zürich beendete. Anschliessend besuchte er 1958/59 die landwirtschaftliche Winterschule und machte drei Praktika in Buch am Irchel, Pampigny und Knonau. Ab 1961 bereitete er sich auf die Eidgenössische Matura vor. Er absolvierte 1963 die Prüfungen zur Matura Typus C und 1964 eine Zusatzprüfung in Latein. Von 1964 bis 1969 studierte er Rechtswissenschaften an den Universitäten Zürich, Montpellier und Sorbonne. 1969 schloss er diese mit dem Lizenziat ab, 1971 folgte seine Promotion.
1969 trat Blocher in die Rechtsabteilung der Ems-Chemie AG ein (vormals Emser Werke), wo er 1973 zum Direktionsvorsitzenden aufstieg. 1979 starb der Firmeninhaber Werner Oswald. Das Unternehmen war schon zuvor wegen verzögerter Sortimentsanpassungen und der schlechten Konjunktur in Schwierigkeiten geraten, worauf 1981/82 die Dividende gestrichen wurde. Dies bewog die Erben zum Verkauf. Der von zwei Söhnen Oswalds mit dem Verkauf beauftragte Blocher kaufte das Unternehmen schliesslich selbst, nachdem er nach eigener Aussage keinen Käufer hatte finden können, der es ohne massiven Stellenabbau weitergeführt hätte. Danach erholte sich die Firma rasch. Dies und der vorteilhafte Preis, der nur rund einem Viertel des Substanzwertes des Unternehmens entsprach, sowie die Geheimhaltung der wahren Identität des Käufers vor den übrigen Mitgliedern der Erbenfamilie führten zum Verdacht, Blocher habe sich des Unternehmens dank seiner Vertrauensstellung insgeheim und preiswert bemächtigt. Christoph Oswald, Sohn des Firmengründers und Sprecher der Familie, zur Zeit des Verkaufs Generalsekretär der Ems-Gruppe und VR-Präsident der Oswald Holding AG, die die Aktien der Gruppe hielt, rechtfertigte die Geheimhaltung von Blocher als Käufer damit, dass die Übernahme einer Mehrheit der Stimmrechte nicht gefährdet werden sollte. Der von Blocher bezahlte Verkaufspreis sei der damals höchste mögliche Erlös bei gleichzeitiger Erhaltung der Arbeitsplätze und Blocher damit für die Familie «der liebste Käufer» gewesen.
Blocher gelangte zu einem Privatvermögen von schätzungsweise zwei bis drei Milliarden Schweizer Franken, wobei vermutet wird, dass der überwiegende Teil dieser Einkünfte nicht aus Gewinnen der Ems-Chemie, sondern aus Finanzgeschäften mit Martin Ebner, namentlich aus der Übernahme und Zerschlagung der Alusuisse, stamme. Allein für sein VR-Präsidium in Ebners Pharma Vision (die ein riesiges Depot an Roche-Aktien hielt) bezog er in den Jahren 1991–1996 ein Salär von total 67 Mio. Franken (mehr als 1 Million pro Sitzung). Solche Bonuszahlungen waren zuvor in der Schweiz nicht üblich. Damit zählte Blocher zu den reichsten Schweizern.
Nach seiner Wahl in den Bundesrat Ende 2003 kappte Blocher alle formellen Bindungen zum Unternehmen. Die Firmenleitung übernahm seine älteste Tochter Magdalena Martullo-Blocher. Die Aktienmehrheit übergab Blocher seinen Kindern, zum Teil als Schenkung und zum Teil durch Verkauf.
2008 gründete er die Firma Robinvest AG, die gemäss Handelsregistereintrag «Beratung, Erbringen von Dienstleistungen im Bereiche Unternehmensführung und Durchführung von Finanzgeschäften» bezweckt.

## Politik

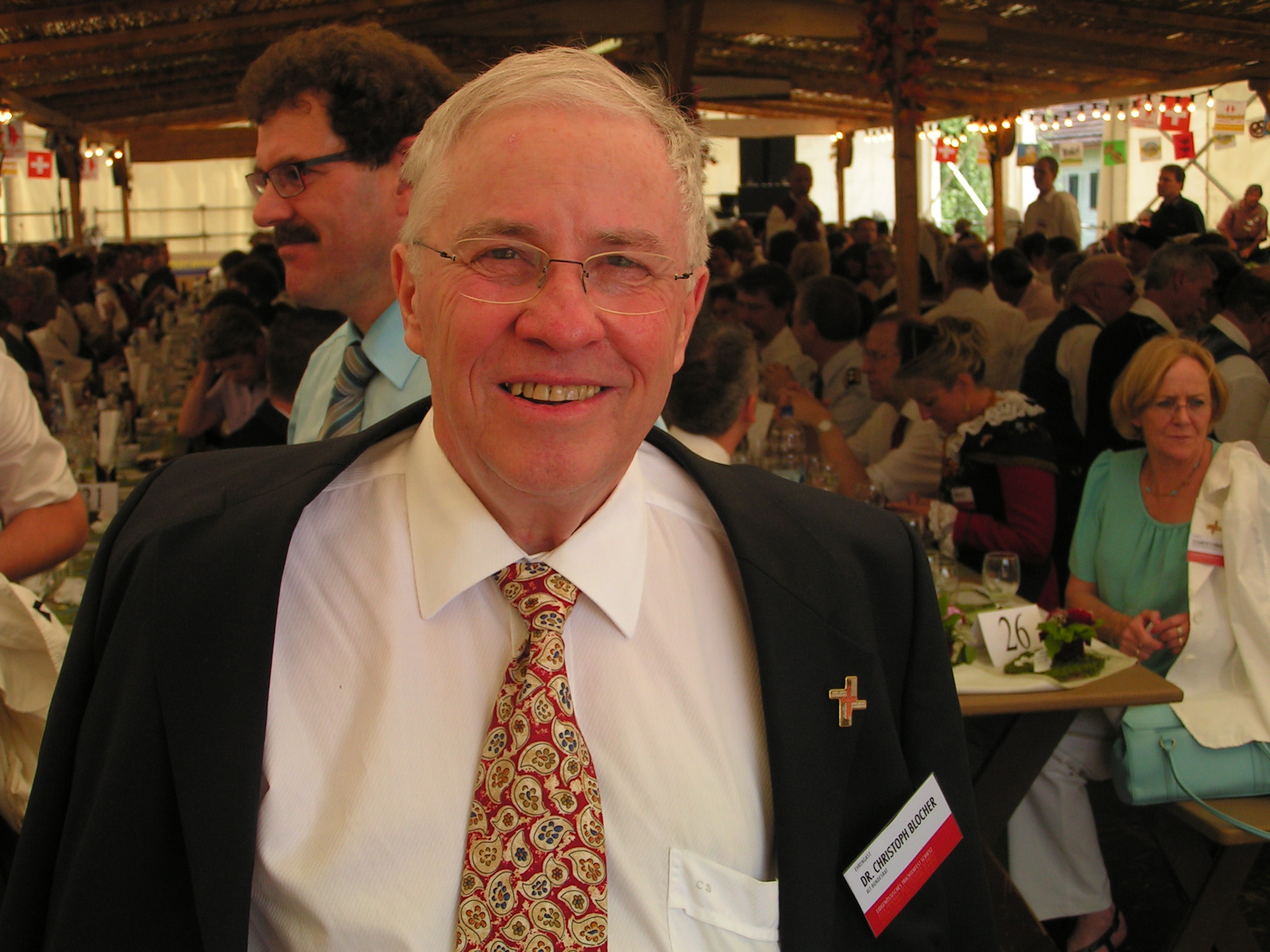
Christoph Blocher am Eidgenössischen Trachtenfest 2010

### Politische Karriere
Als Student war Blocher Mitgründer der bürgerlichen Studentengruppe Studenten-Ring an der Universität Zürich. Weiter war er während seiner Studienzeit Präsident der juristischen Fachschaft und Mitglied des Grossen Studentenrates. 1972 trat er der Schweizerischen Volkspartei (SVP) bei. Von 1974 bis 1978 war er Mitglied des Gemeinderates von Meilen, und von 1975 bis 1980 gehörte er dem Zürcher Kantonsrat an.
Von 1977 bis 2003 war Blocher Präsident der SVP des Kantons Zürich und von 1979 bis 2003 Mitglied des Nationalrates. Blocher war 1986 Mitgründer der Aktion für eine unabhängige und neutrale Schweiz (AUNS), die aus dem Aktionskomitee gegen den UNO-Beitritt hervorgegangen war, und stand ihr bis 2003 als Präsident vor.
1982 gründete Blocher die Arbeitsgruppe südliches Afrika (ASA), der er bis 1990 als Präsident vorstand. Die ASA sah in Südafrika einen wirtschaftlich und geopolitisch wichtigen Aussenposten des Westens und wollte Einfluss nehmen auf die Berichterstattung von schweizerischen Medien. Dabei unterstützte sie die Sicht der herrschenden weissen Minderheit und rechtfertigte teilweise die Apartheid. Wie aus den Unterlagen des militärischen Nachrichtendienstes Südafrikas hervorgeht, die von Historiker Peter Hug aufgearbeitet wurden, mass dieser dem Kontakt zu Blocher und der ASA hohe Bedeutung zu. Blochers Ems-Patvag machte in den 1980er Jahren Geschäfte mit dem staatlichen südafrikanischen Rüstungskonzern Armscor und verkaufte ihm eine Lizenz zum Bau militärischer Zündsysteme.
1987 scheiterte Christoph Blocher als Ständeratskandidat für den Kanton Zürich an der Mitbewerberin Monika Weber vom Landesring der Unabhängigen.
Als Redner und Diskussionsteilnehmer sowie mit finanziellen Beiträgen trug er wesentlich zum Erfolg der SVP in Kantonen und im Bund bei. Blocher war die treibende Kraft bei der Neupositionierung der Partei. Er machte aus einer vorwiegend deutschschweizerischen, protestantischen und gewerblich-bäuerlichen Partei eine schweizweit aktive rechtsbürgerliche Kraft. Während die SVP bei den Nationalratswahlen 1975 als kleinste der vier Bundesratsparteien noch 9,9 Prozent der Stimmen machte, stieg sie 1999 mit einem Gewinn von 7,7 Prozent auf 22,6 Prozent zur Partei mit dem grössten Stimmenanteil auf und baute ihre Stellung 2003 (26,8 Prozent) und 2007 (29,0 Prozent) weiter stark aus.
Zu den Meilensteinen seiner Karriere als Nationalrat zählen:
- 1985: Ein rechtsbürgerliches Komitee um Blocher bekämpfte das neue Eherecht, das die Gleichstellung von Mann und Frau in der Ehe garantiert, unterlag aber am 22. September in einer Volksabstimmung.
- 1988: Unter Blochers Federführung wurde ein Kompromiss zur Aufgabe des geplanten AKW in Kaiseraugst beschlossen, das auf breiten Widerstand gestossen war.
- 1992: Blocher spielte eine herausragende Rolle in der Diskussion im Vorfeld der Abstimmung über einen Beitritt der Schweiz zum Europäischen Wirtschaftsraum (EWR), der am 6. Dezember 1992 durch das Volk schliesslich abgelehnt wurde. Wegen seines Engagements gegen den EWR stellte ihn die Schweizerische Bankgesellschaft (heute Teil der UBS) 1991 nach zehn Jahren als Verwaltungsrat nicht mehr zur Wiederwahl auf.[37]

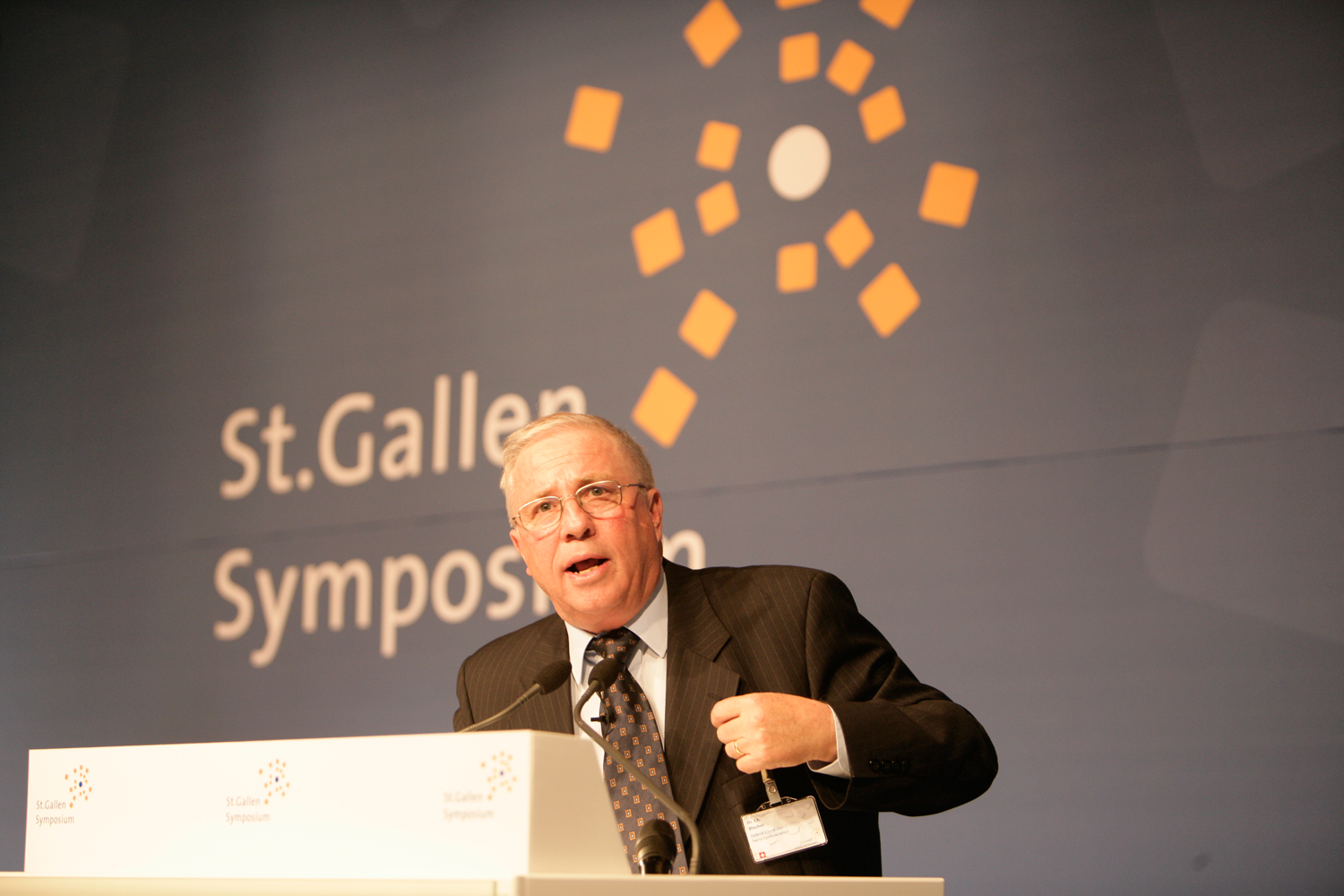
Christoph Blocher im Mai 2006 am 36. St. Gallen Symposium

Bei der Gesamterneuerungswahl des Bundesrats vom 10. Dezember 2003 wurde Christoph Blocher mit 121 von 237 Stimmen knapp (bei einem absoluten Mehr von 119 Stimmen und mit 5 Stimmen Vorsprung gegenüber der amtierenden Ruth Metzler) in den Bundesrat gewählt. Mit dieser Wahl erhielt die SVP einen zweiten Bundesratssitz und sprengte die sogenannte Zauberformel. Es war erst das dritte Mal in der Geschichte der Eidgenossenschaft, dass ein zur Wiederwahl angetretener Bundesrat nicht wiedergewählt wurde (zuvor war dies erst bei Ulrich Ochsenbein im Jahre 1854 und bei Jean-Jacques Challet-Venel im Jahre 1872 geschehen). Die Wahl erfolgte auf Kosten der CVP, welche seither mit lediglich einem Sitz vertreten ist. Am 1. Januar 2004 übernahm Blocher von Ruth Metzler das Eidgenössische Justiz- und Polizeidepartement. Entgegen dem in der Bundesverfassung vorgeschriebenen Kollegialitätsprinzip, nach dem Regierungsbeschlüsse von allen Regierungsmitgliedern gegen aussen mitgetragen werden, trat Blocher gleichzeitig als Regierungsmitglied wie auch als Oppositionsführer in Erscheinung. Diese ungewöhnliche Doppelfunktion wurde von SVP-Fraktionschef Caspar Baader anlässlich eines Parteiessens mit «unser Parteiführer» umschrieben. Sie stellte zugleich einen der Kernpunkte der Kritik an Blochers Verhalten dar.
Bei der Gesamterneuerungswahl des Bundesrates am 12. Dezember 2007 wurde Christoph Blocher nicht wiedergewählt. Er unterlag im zweiten Wahlgang seiner SVP-Parteikollegin Eveline Widmer-Schlumpf (115 gegen 125 Stimmen, bei einem absoluten Mehr von 122 Stimmen). Als Widmer-Schlumpf nach eintägiger Bedenkzeit die Annahme der Wahl erklärte, stand Blochers Ausscheiden aus dem Bundesrat zum 31. Dezember 2007 fest. Dies war das vierte Mal in der Geschichte der Schweiz, dass ein Bundesrat vom Parlament nicht wiedergewählt wurde.
Am 1. März 2008 wurde Blocher zu einem von mehreren Vizepräsidenten der SVP gewählt. Als solcher war er bis zu den Vizepräsidentenwahlen im Mai 2012 verantwortlich für den Bereich Recherchen, Strategie, Kampagnen. Nach Abschaffung der festen Ressorts unter den Vizepräsidenten im Mai 2012 war Blocher nicht mehr verantwortlich für die strategische Ausrichtung der Partei, er blieb aber im Vizepräsidium.
Am 27. November 2008 nominierte die SVP-Fraktion Christoph Blocher neben Ueli Maurer nochmals als Kandidaten für den durch den Rücktritt von Samuel Schmid freigewordenen Bundesratssitz. Blocher wurde bei der Bundesratswahl vom 10. Dezember 2008 jedoch nicht gewählt.
Bei den Parlamentswahlen 2011 bewarb er sich im Kanton Zürich sowohl um einen Sitz im Ständerat wie auch im Nationalrat. Blocher wurde in den Nationalrat gewählt, den Ständeratssitz verpasste er im ersten und im zweiten Wahlgang an dritter Stelle.
Am 9. Mai 2014 gab Blocher in der Sendung Tele Blocher seinen Rücktritt aus dem Nationalrat per 31. Mai 2014 bekannt. Für ihn rückte Thomas Matter nach.
Am 24. März 2018 trat er als Mitglied des Parteileitungsausschusses und Vizepräsident der SVP zusammen mit Oskar Freysinger und Walter Frey zurück. Neu als Vizepräsidenten gewählt wurden die Tochter Blochers, Magdalena Martullo-Blocher, und Marco Chiesa.

### Kritik
Freunde und Gegner Blochers gestehen ihm übereinstimmend ausserordentliche rhetorische Fähigkeiten und grosse politische Breitenwirkung zu; nicht selten wurde er deswegen als Volkstribun bezeichnet. Während sein Engagement gegen eine Integration der Schweiz in supranationale Organisationen und für eine Verschärfung des Asylrechts von seinen Anhängern als legitime Reaktion auf undemokratische Machtansprüche und kriminelle Machenschaften verstanden wird, werfen ihm seine Gegner und der überwiegende Teil der Medien demagogischen Stil, Rechtspopulismus und Fremdenfeindlichkeit vor. Nach seiner Wahl in den Bundesrat kam es vermehrt zu Diskussionen über Sinn und Inhalt des Kollegialitätsprinzips und der Gewaltentrennung. Am Tag nach seiner Nichtwiederwahl machten die übrigen Fraktionen seinen mangelnden Respekt vor den Institutionen, seine bereits erwähnte Doppelrolle als Oppositionsführer und Regierungsmitglied und damit die Missachtung der Kollegialität, wie auch den von seinen Anhängern betriebenen Personenkult, als Hauptgründe für die Ablehnung einer Wiederwahl geltend.
Wie jedem Bundesrat, der eine Amtszeit von mindestens 4 Jahren vorzuweisen hat, steht ihm eine Bundesratsrente zu. Nach seiner Nichtwiederwahl im Jahr 2007 verzichtete Blocher auf eine Bundesratsrente. Im Juli 2020 änderte er seine Meinung und verlangte rund 2,77 Millionen Franken rückwirkend. Zur Legitimierung bezeichnete er den Staat als «rot-grünen Geldverschleuderer», dem es keine Geschenke zu machen gelte. Weiter kritisierte er die amtierende Bundesrätin Karin Keller-Sutter (FDP) als Sprachrohr der Interessenverbände gegen die Begrenzungsinitiative der SVP. Der Anspruch Blochers wurde vom Bundesrat zuerst grundsätzlich anerkannt. Die Finanzdelegation der Bundesversammlung, der «die nähere Prüfung und Überwachung des gesamten Finanzhaushaltes» obliegt (Art. 51 ParlG), empfahl dem Bundesrat am 2. September 2020, auf eine rückwirkende Ausrichtung von Ruhegehältern für ehemalige Mitglieder des Bundesrats zu verzichten. Die Brisanz liegt an der rückwirkenden Forderung der Rente. Diese ist ein Novum, und ihre Publikation führte zu Kritik auch innerhalb der Parteibasis, sodass selbst die SVP-Spitze Blocher in Schutz nehmen musste. Im Oktober 2020 entschied der Bundesrat, seinem Gesuch teilweise zu entsprechen und ihm rückwirkend für 5 Jahre 1,1 Millionen CHF Rente auszuzahlen.

### Offizielle Rügen
Am 19. März 1994 enthüllten die Luzerner Neusten Nachrichten, dass Blocher in Abwesenheit seiner Sitznachbarin Lisbeth Fehr (SVP/ZH) im Nationalrat auch deren zwei Abstimmungsknöpfe betätigt und so doppelt gestimmt hatte. Nach einer Strafanzeige wurde seine Immunität nicht aufgehoben, nach Rücksprache mit dem Büro des Nationalrates verurteilte Nationalratspräsidentin Gret Haller aber den Reglementsverstoss in aller Form. Ein zweiter Knopf für die Stimmabgabe im Nationalrat war bereits vor diesem Zwischenfall eingebaut, es handelt sich also nicht um einen «Blocherknopf», wie dies hin und wieder kolportiert wird.
Mit Bericht vom 10. Juli 2006 rügte die Geschäftsprüfungskommission des Ständerates Christoph Blocher, da er an der Albisgüetlitagung vom 20. Januar desselben Jahres zwei albanische Flüchtlinge als Kriminelle bezeichnet hatte. Als nicht akzeptabel bezeichnete die GPK weiterhin den Umstand, dass Christoph Blocher im Parlament den Sachverhalt anders darzustellen versuchte und die Unwahrheit sagte.
In einem am 5. September 2007 veröffentlichten Bericht der Subkommission EJPD/BK der Geschäftsprüfungskommission über die Vorgänge beim Abgang des Bundesanwalts Valentin Roschacher wurde Bundesrat Blocher vorgeworfen, dem Bundesanwalt unzulässige Weisungen bezüglich Medieninformation im laufenden Verfahren erteilt und ohne gesetzliche Grundlage eine Abgangsentschädigung zugesprochen zu haben. Dies sei «in rechtsstaatlicher Hinsicht problematisch».
Der Bundesrat distanzierte sich vom GPK-Bericht und stellte sich hinter Blocher. Bei der Präsentation des GPK-Berichts unterstellte Lucrezia Meier-Schatz, die Präsidentin der verantwortlichen Subkommission, darüber hinaus Bundesrat Blocher die Beteiligung an einem Komplott gegen Roschacher (Roschacher-Affäre). Die Anschuldigungen erwiesen sich kurz danach als unwahr, worauf die SVP ihrerseits die SP und CVP der Intrige beschuldigte. Die heftig kritisierte Lucrezia Meier-Schatz zog sich in der folgenden Legislaturperiode aus der GPK zurück.
Als Folge dieser Auseinandersetzung avancierte die Bewertung von Blochers Leistungen als Regierungsmitglied zum beherrschenden Diskussionsthema im Hinblick auf die Parlamentswahlen vom 21. Oktober 2007, bei denen die SVP schliesslich ihren Stimmenanteil weiter erhöhen konnte.

### Politische Stellungnahmen von Familienmitgliedern
Bei den öffentlichen Stellungnahmen von Familienmitgliedern zu Christoph Blochers Politik halten sich Zustimmung und Ablehnung die Waage. Während der erwähnte Essay von Bruder Andreas und verschiedene Stellungnahmen von Schwester Judith in Büchern und Massenmedien die Politik Blochers kritisieren,
unterstützte Gerhard Blocher die Politik seines Bruders vehement. Eine im Dezember 2007 kurz vor den Bundesratswahlen ausgestrahlte Reportage des Schweizer Fernsehens über Gerhard und Christoph Blocher wurde vor allem aufgrund der kriegerischen Rhetorik der beiden Brüder sehr kontrovers aufgenommen.
Silvia Blocher stellte sich 2005 in einem Fernsehinterview bedingungslos hinter ihren Ehemann. Auch in eigenen Wortmeldungen zu aktuellen Themen verfolgt sie eine ähnliche Linie.

## Hildebrand-Affäre
Blocher spielte eine Schlüsselrolle in der «Affäre Hildebrand», bei der Philipp Hildebrand nach Insiderhandelsvorwürfen in der Folge als Präsident des Direktoriums der Schweizerischen Nationalbank zurücktrat.
Im Januar 2012 wurde Blocher durch die Staatsanwaltschaft Zürich als sogenannte Auskunftsperson befragt, was in der Strafprozessordnung eine Stellung zwischen Beschuldigtem und Zeugen ist. Im März 2012 eröffnete sie ein Strafverfahren gegen Blocher wegen Widerhandlung gegen das Bankengesetz und liess dessen Villa in Herrliberg sowie die Büroräume seiner Robinvest AG im benachbarten Männedorf durchsuchen. Blocher klagte daraufhin beim Bundesgericht die Staatsanwaltschaft an, weil sie den juristischen Quellenschutz verletzt habe, indem sie Blochers Computer während einer Hausdurchsuchung beschlagnahmte und entsiegelte; das Gericht gab ihm teilweise Recht. Gegenstand des Verfahrens war die Prüfung einer strafrechtlich relevanten Beteiligung von Blocher an der Weitergabe von gestohlenen Bankdaten durch den IT-Mitarbeiter der Bank Sarasin. Blocher berief sich auf seine parlamentarische Immunität, was umstritten war. Die Prüfung erfolgte am 25. April 2012 durch die nationalrätliche Immunitätskommission. Die Kommission entschied, dass Blocher trotz Wahl in den Nationalrat für seine Handlungen vor seiner Vereidigung zum Nationalrat am 5. Dezember 2011 sich nicht auf Immunität berufen kann. Für Handlungen nach seiner Vereidigung soll er nach dem Willen der Kommission hingegen vom Schutzbereich der Immunität gedeckt sein. Am 31. Mai 2012 tagte die Rechtskommission des Ständerats und befand über Blochers Immunität. Die Kommission war in einem Punkt gleicher Meinung, dass Blocher vor seiner Vereidigung zum Nationalrat keine Immunität genoss. Des Weiteren aber entschied die Kommission auch für die Zeit nach Blochers Vereidigung, dass er keinen Anspruch auf Immunität hat. Das Geschäft ging daraufhin zur Differenzbereinigung zurück in die nationalrätliche Kommission und danach wieder zur Rechtskommission des Ständerats. Da die ständerätliche Rechtskommission am 31. Mai 2012 deutlich mit zehn zu drei Stimmen nicht auf das Gesuch Blochers eingetreten ist, konnte die Staatsanwaltschaft sämtlichen Vorwürfen gegen Blocher nachgehen.
2015 wurde das Verfahren wegen des Vorwurfs der Gehilfenschaft zur Verletzung des Bankgeheimnisses gegen Blocher eingestellt, ihm konnten keine strafbaren Handlungen nachgewiesen werden.

## Verschiedenes

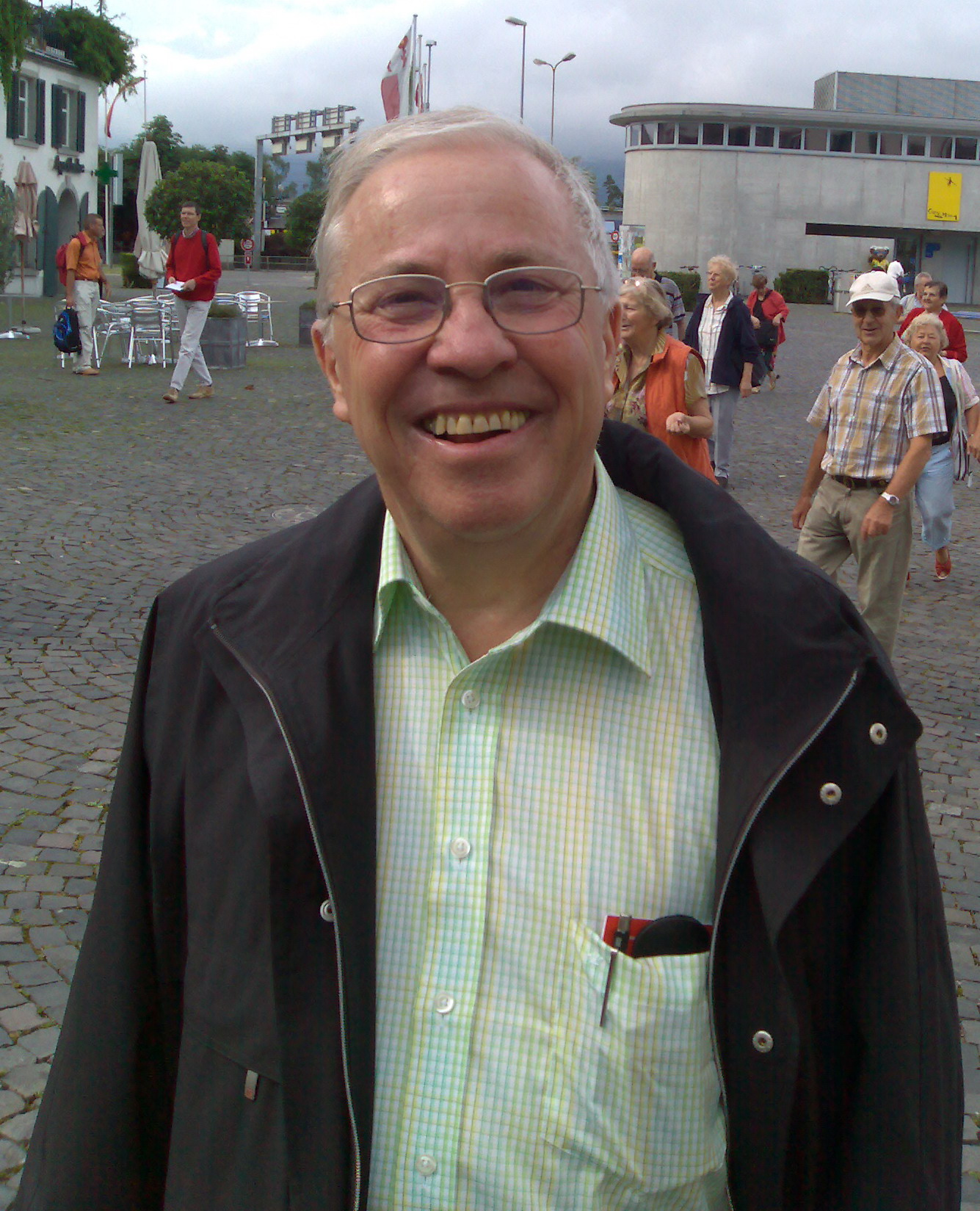
Christoph Blocher in Rapperswil, 2006

Christoph Blocher hat eine bedeutende Kunstsammlung aufgebaut, die vor allem Werke der Schweizer Maler Ferdinand Hodler und Albert Anker umfasst. Diese Sammlung wurde im Herbst 2015 erstmals im Museum Oskar Reinhart präsentiert. Er besitzt die grösste private Anker-Sammlung. Mit 20 Mio. Franken aus seinem Privatvermögen fördert er das Projekt eines Musikzentrums auf der Klosterinsel Rheinau.
Seit 2007 spricht Persönlich-Chefredaktor Matthias Ackeret einmal wöchentlich für rund 20 Minuten mit Blocher über die aktuellen Themen der Woche. Das Gespräch wird in der Regel am Freitag aufgezeichnet und auf Teleblocher.ch sowie im Schaffhauser Fernsehen ausgestrahlt.
Im Jahr 2009 nahm Blocher an der Bilderberg-Konferenz teil.
Christoph Blocher war in der Schweizer Armee Oberst der Luftschutztruppen und Regimentskommandant. Einige Bekanntheit erlangte eine Blitzaktion, anlässlich der Blocher sein Regiment 1992 auf der Sechseläutenwiese, mitten in der Stadt Zürich, für eine Fahnenübergabe hatte antreten lassen.
Von den vier Kindern des Ehepaars Blocher sind bisher drei ebenfalls Unternehmer geworden. Magdalena Martullo-Blocher leitet die Ems-Chemie (Herstellung von Kunststoffen). Markus Blocher übernahm die Feinchemikalien-Sparte Dottikon ES. Miriam Blocher kaufte die Holdinggesellschaft Dalasta und wurde dadurch Chefin der traditionsreichen Basler Süsswarenfirma «Läckerli-Huus».

### Verlegerische Aktivitäten
Nachdem im Dezember 2011 Moritz Suter als Verwaltungsratspräsident und Verleger bei der Basler Zeitung zurückgetreten war und sein Aktienpaket an Christoph Blochers Tochter Rahel veräussert hatte, sahen Medien dies als Beweis, dass Christoph Blocher seit längerem die Zeitung steuerte, trotz seinen Dementis in der Vergangenheit. Dies wurde von Tito Tettamanti, dessen «MedienVielfalt Holding» die Aktien von Rahel Blocher gekauft hatte, in einem Interview mit dem Tages-Anzeiger bestätigt, indem er darauf verwies, dass Christoph Blocher ihn am 13. Oktober 2011 kontaktiert habe. Im selben Interview sagte er ebenfalls, dass Christoph Blocher eine Garantie für «mögliche Verluste» abgegeben habe, «die im Zusammenhang mit einer Sanierung des industriellen Teils entstehen könnten»; darüber hinaus habe die «Familie Blocher» mit der BaZ nichts mehr zu tun. Ab Ende Juni 2014 gehörte die Basler Zeitung zu je einem Drittel Markus Somm, Christoph Blocher und Rolf Bollmann. Sie übernahmen die Aktien von der «MedienVielfalt Holding». Über den Kaufpreis wurde Stillschweigen vereinbart. Der Medienkonzern wurde restrukturiert, das Tätigkeitsgebiet konzentrierte sich neu einzig auf die Herausgabe von Basler Zeitung und BaZ Kompakt. Alle früheren Aktivitäten wurden verkauft oder eingestellt. Auch Redaktion und Verlag wurden restrukturiert und gestrafft. 2018 wurde die BaZ an den Tamedia-Konzern aus Zürich verkauft. Im Gegenzug wurden die 65-%-Beteiligung der Tamedia am Tagblatt der Stadt Zürich, die Gratiszeitungen Furttaler und Rümlanger (bisher jeweils 100 % Tamedia) sowie in der Romandie die Beteiligungen an Genève Home Information (GHI) und Lausanne Cités (bisher jeweils 50 % Tamedia) an den bisherigen Besitzer der Basler Zeitung, die Zeitungshaus AG von Christoph Blocher, verkauft.

### Ehrungen
Im Sommer 2001 wurde er zum Ehrenbürger der früher noch selbstständigen Bündner Gemeinde Lü ernannt – der Grund war: «Blocher hatte der Gemeinde Lü im Jahr 1992 nach der Ablehnung des EWR-Beitritts einen Beitrags zur Renovation der Kirche gespendet.»
2013 war Christoph Blocher zusammen mit vier weiteren Personen als möglicher Preisträger der Arosa Humorschaufel nominiert, eines Jurypreises des Arosa Humor-Festivals.

## Dokumentarfilme
- Hansjürg Zumstein: Die Abwahl – Die Geheimoperation gegen Christoph Blocher. In: Schweizer Fernsehen, DOK vom 6. März 2008, 50 Min. (YouTube).
- Jean-Stéphane Bron: L’Expérience Blocher. CH/FR 2013, 100 Min. Uraufführung am Internationalen Filmfestival von Locarno 2013.[105][106][107]
- Roland Huber: Gebrüder Blocher. Video in: Reporter (SRF) Sélection, 20. Juli 2014, 22 Min. (YouTube).
- Hansjürg Zumstein: Christoph Blocher – Leben und Kampf für seine Schweiz. In: SRF DOK, 13. Dezember 2023, 97 Min. (YouTube).

## Publikationen
Blocher veröffentlichte zahlreiche Reden und politische Standortbestimmungen, die z. T. als Postwurfsendung in die Schweizer Haushalte versandt wurden. Frühere Veröffentlichungen:
- Die Funktion der Landwirtschaftszone und ihre Vereinbarkeit mit der schweizerischen Eigentumsgarantie. Schulthess, Zürich 1972 (Dissertation).
- Rolf Wunderer (Hrsg.): Mittleres Management – leitend oder leidend? Referate einer Tagung (Beitrag). Verlag Industrielle Organisation, Zürich 1990, ISBN 3-85743-943-2.
- Peter Rupper (Hrsg.): Unternehmenslogistik. Ein Handbuch für Einführung und Ausbau der Logistik in Unternehmen (Mitarbeit). Verlag Industrielle Organisation, Zürich 1987; 3. erw. Aufl. Orell Füssli, Zürich 1991, ISBN 3-85743-953-X.
- Wege aus der Arbeitslosigkeit (Beitrag). Utzinger, Zürich 1995, ISBN 3-908688-10-8.